# IC 2453
IC 2453 — галактика типу S (спіральна галактика) у сузір'ї Рак.
Цей об'єкт міститься в оригінальній редакції індексного каталогу.